# Lepilemur betsileo
Lepilemur betsileo is een zoogdier uit de familie van de wezelmaki's (Lepilemuridae). De wetenschappelijke naam van de soort werd voor het eerst geldig gepubliceerd door Louis et al. in 2006. De soort is genoemd naar de Betsileo, een Malagassisch volk.

## Kenmerken
Het is een grote wezelmaki (gewicht 1,11 kg). De vacht is grijs- tot roodbruin. Het oor is een stuk lichter. De voorste helft van de kaak is wit. De staart is zwart. Qua grootte zit de soort tussen de kleintand- en de gewone wezelmaki in.

## Verspreiding
De soort komt voor in het Fandriana-gebied (tussen de rivieren Mangoro en Namorona) op Madagaskar. De verspreiding van deze soort ligt tussen die van de kleintandwezelmaki (L. microdon) en de grote wezelmaki (L. mustelinus) in; dat zijn ook genetisch zijn nauwste verwanten.
Lepilemur aeeclis · Lepilemur ahmansoni · Lepilemur ankaranensis · Lepilemur betsileo · Grijsrugwezelmaki (Lepilemur dorsalis) · Milne-Edwards wezelmaki (Lepilemur edwardsi) · Lepilemur fleuretae · Lepilemur grewcocki · Lepilemur hollandorum · Lepilemur hubbardi · Lepilemur jamesi · Witvoetwezelmaki (Lepilemur leucopus) · Kleintandwezelmaki (Lepilemur microdon) · Lepilemur milanoii · Grote wezelmaki (Lepilemur mustelinus) · Lepilemur otto · Lepilemur petteri · Lepilemur randrianasoloi · Roodstaartwezelmaki (Lepilemur ruficaudatus) · Lepilemur sahamalaza · Lepilemur scottorum · Lepilemur seali · Noordelijke wezelmaki (Lepilemur septentrionalis) · Lepilemur tymerlachsoni · Lepilemur wrighti